# Hill City (Minnesota)
Hill City is een plaats (city) in de Amerikaanse staat Minnesota, en valt bestuurlijk gezien onder Aitkin County.

## Demografie
Bij de volkstelling in 2000 werd het aantal inwoners vastgesteld op 479.
In 2006 is het aantal inwoners door het United States Census Bureau geschat op 462, een daling van 17 (-3.5%).

## Geografie
Volgens het United States Census Bureau beslaat de plaats een oppervlakte van
3,4 km², waarvan 2,8 km² land en 0,6 km² water. Hill City ligt op ongeveer 408 m boven zeeniveau.

## Plaatsen in de nabije omgeving
De onderstaande figuur toont nabijgelegen plaatsen in een straal van 32 km rond Hill City.